# Metesd
Metesd (románul Meteș, németül Meteschdorf) falu Romániában Fehér megyében, Metesd község központja.

## Fekvése
Zalatnától 19 km-re délkeletre az Ompoly bal partján fekszik.

## Története
1338-ban említik először. Határában a Szentmihálykő-hegyen állt egykor Szentmihálykő vára, melyet 1299-től említenek, amikor az erdélyi püspökségé. Ma csak romjai láthatók. 1910-ben 952, túlnyomórészt román lakosa volt. A trianoni békeszerződésig Alsó-Fehér vármegye Magyarigeni járásához tartozott. 1992-ben társközségeivel együtt 3318 lakosából 3241 román, 73 cigány, 3 magyar és 1 német volt.

## Jegyzetek

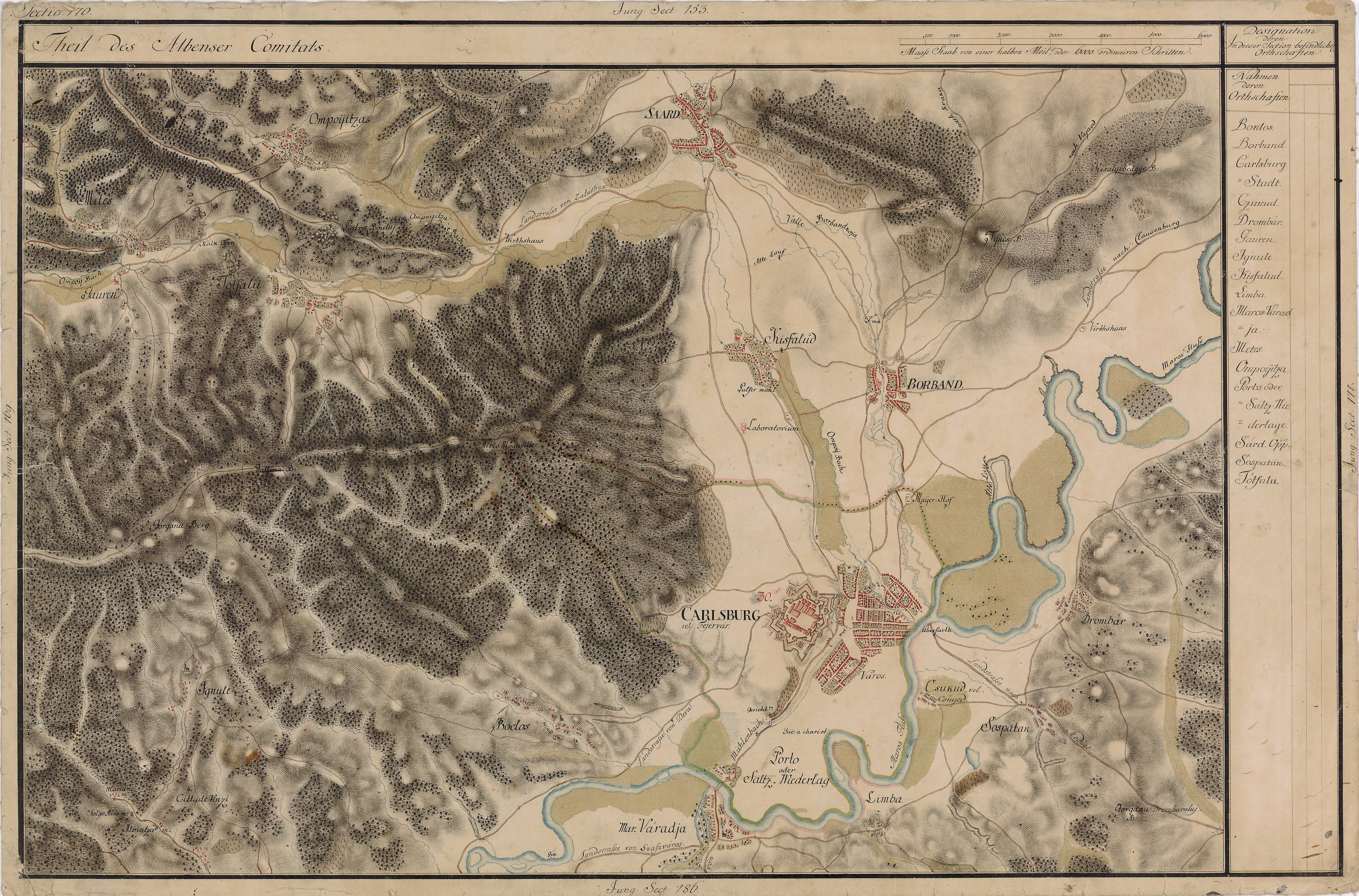
Metesd környéke 1770 körül